# Charles Tellier
Louis Abel Charles Tellier (Amiens, 29 de junho de 1828 — Paris, 1913) foi um engenheiro francês.
Em 1868 iniciou experimentos sobre refrigeração, demonstrando em 1872 a possibilidade de conservar carne, mantendo seu sabor próprio, mediante uma corrente contínua de ar frio, equipando um navio com máquinas frigoríficas, em 1876.
Recebeu o Prêmio Joest em 1911, concedido pelo Institut de France, e em 1912 foi cavaleiro da Legião de Honra (França).

## Obras
- Histoire d'une invention moderne, le frigorifique, 1910.